# Экономика Донецкой Народной Республики

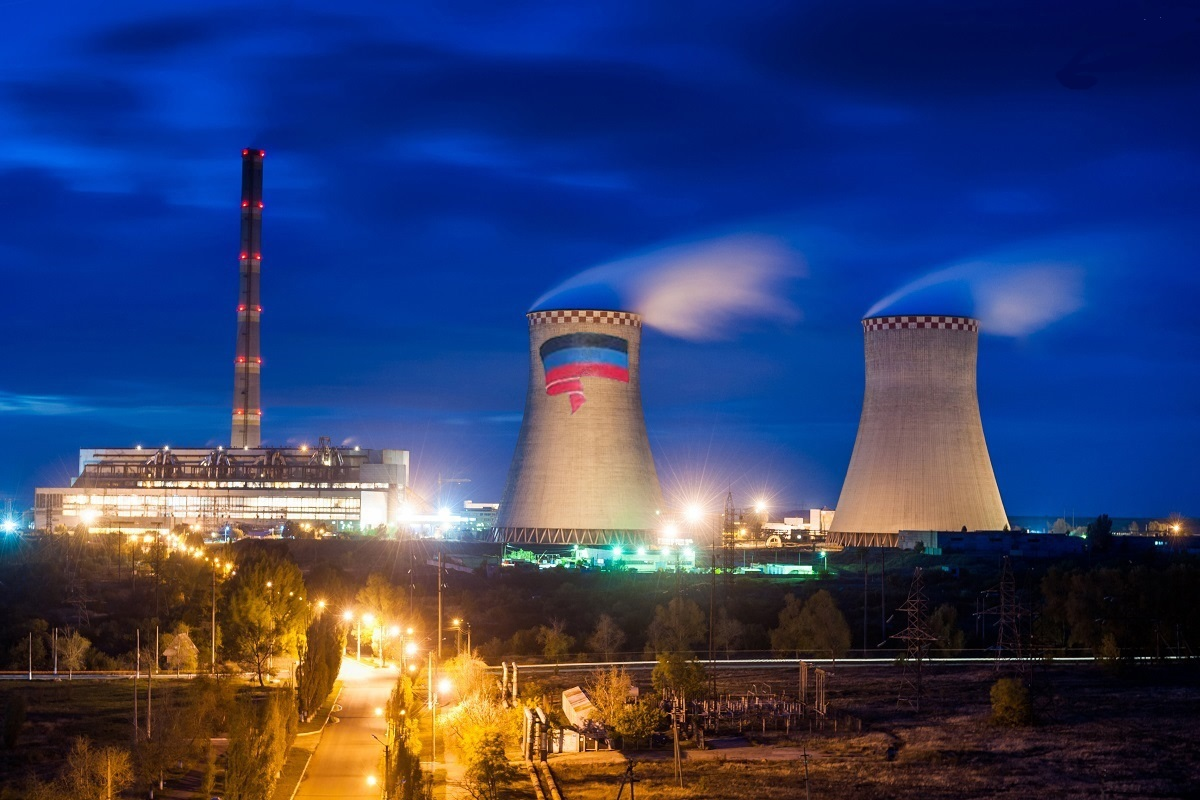
Зуевская ТЭС

Донецкая народная республика была провозглашена в пределах территории Донецкой области Украины 7 апреля 2014 года. 12 мая 2014 года была провозглашена её независимость. Весь мир не поддержал самопровозглашённую ДНР. По состоянию на 24 февраля 2022 года, ДНР занимала примерно треть территории Донецкой области.
В результате боевых действий 2014—2015 годов Украина восстановила контроль над большей частью территории Донецкой области; под контролем ДНР остаются её центральные и южные районы — примерно треть первоначально заявленной территории. Для этой территории характерна высокая степень урбанизации.
Основные отрасли экономики ДНР — угледобывающая промышленность и металлургия.
Значительное влияние на экономическую ситуацию оказывают продолжающиеся военные действия, а также введённая Украиной в начале 2017 года транспортная блокада, приведшая к разрыву традиционных социально-экономических связей Донбасса и остальной территории Украины.
Первым шагом к формированию собственной экономики так называемой ДНР стало создание таких учреждений, как Банк ДНР и Почта Донбасса. В 2015 году в ДНР появились свой бюджет и своя налоговая система. В апреле 2015 года, в соответствии с указом самопровозшлашоного главы так называемой ДНР, «Почта Донбасса» и Центральный республиканский банк ДНР официально приступили к регулярным выплатам пенсий и пособий населению.
В сентябре 2015 года, после бивалютного периода, основной расчётной валютой в республике стал российский рубль, хотя украинская гривна и продолжает ходить между жителями города. В 2019—2020 годы статус российского рубля как денежной единицы так называемой ДНР был закреплён официально (однако не признан международно из-за незаконной оккупации города): сначала Законом ДНР «О Центральном Республиканском Банке ДНР», а потом Законом ДНР «О налоговой системе». С начала боевых действий в так называемой ДНР происходил постепенный переход промышленных предприятий из украинской юрисдикции в юрисдикцию республики.
1 марта 2017 года в так называемой ДНР было введено «внешнее управление» на всех предприятиях, которые до этого продолжали работать под украинской юрисдикцией. Все поступающие с них налоги стали направляться в бюджет так называемой ДНР. Важную роль в экономике играет госсектор[уточнить].
По словам Александра Ходаковского, по состоянию на 2017 год, «90% покрытия бюджета» ДНР осуществляется за счет внебюджетных источников из Российской Федерации. По его же словам: «ДНР по определению дотационная территория, так было и раньше, мы всецело зависим от посторонней помощи».

## Промышленность

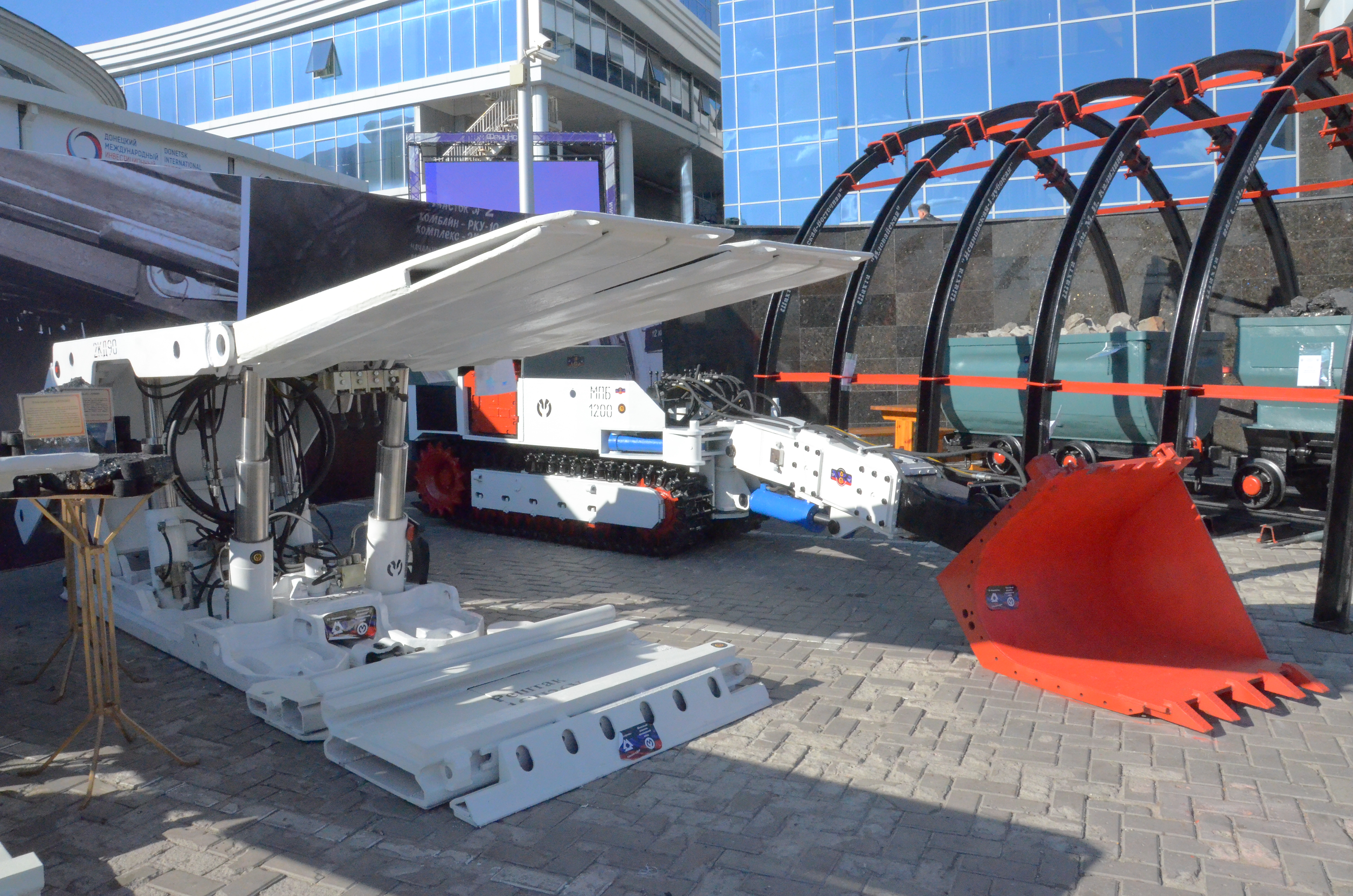
Выставка машиностроения на «Донецком международном инвестиционном форуме» в 2019 году

Основной отраслью экономики так называемой ДНР является промышленность (преимущественно тяжёлая индустрия: металлургия, добыча каменного угля и сырья для металлургической промышленности, коксохимия и химия, горное машиностроение). Города и районы, контролируемые так называемой ДНР, до вооружённого конфликта обеспечивали 45 % от общего объёма промышленного производства Донецкой области. Основными промышленными центрами являются Донецкий (Донецк, Макеевка, Харцызск, Ясиноватая), Горловско-Енакиевский (Енакиево, Горловка, Кировское, Ждановка), Шахтёрско-Снежнянский (Торез, Снежное, Шахтёрск), а также посёлок Новый Свет Старобешевского района, где размещена крупнейшая в ДНР Старобешевская ГРЭС.

### Машиностроение
На территории так называемой ДНР насчитывается более 300 предприятий машиностроительной отрасли, в том числе Горловский машзавод (под управлением Государственной инновационной компании), НПО «Ясиноватский машиностроительный завод», ООО «Донфрост», завод «Силур» и др. В 2019 году именно машиностроительная отрасль стала лидирующей по экспорту с территории ДНР.

### Металлургия

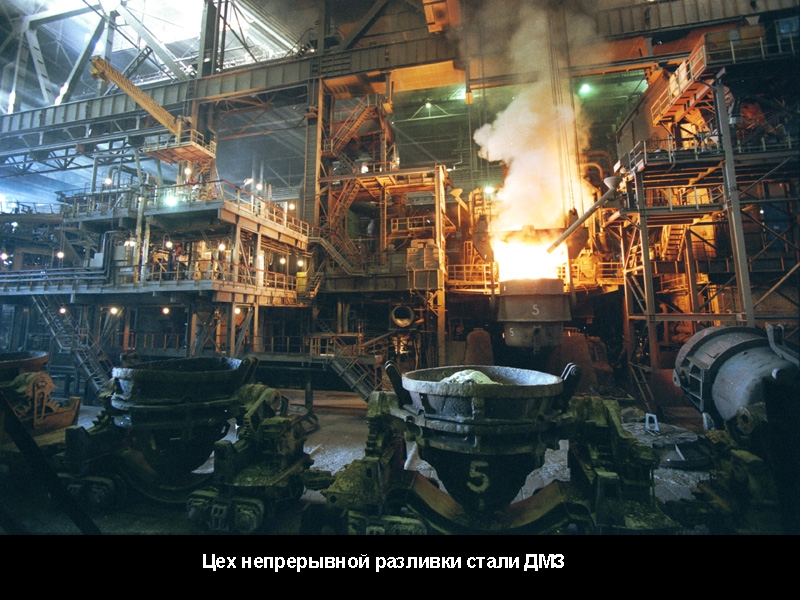
Донецкий металлургический завод

В республике работают Донецкий металлургический завод, Енакиевский металлургический завод, Макеевский металлургический завод, Енакиевский коксохимпром, Харцызский трубный завод, Ясиновский коксохимический завод, Макеевкокс, Юзовский металлургический завод.
Поставки чугуна в Турцию с Енакиевского металлургического завода и находящегося в ЛНР Алчевского металлургического комбината осуществляются с железнодорожных станций в районе российско-украинской границы через порты Новороссийска и Ростова-на-Дону. Чугун поставляется на 10-40 долларов ниже стоимости продукции российских и украинских экспортёров.
В 2020 году экспорт чугуна через российские порты в Турцию с предприятий, контролируемых ДНР и ЛНР, сократился по сравнению с 2019 годом в полтора раза. Это связывают с недофинансированием текущих ремонтных работ, перебоями в обеспечении сырьём, проблемами с энергоснабжением и невыплатами зарплат персоналу.

### Пищевая промышленность
В структуре пищевой промышленности за 2018 год наиболее крупными подотраслями по объёмам производства в натуральном выражении стали производство готовых кормов для животных (20,8 %), производство продуктов мукомольной и крупяной промышленности (19,2 %) и производство хлебобулочных и мучных кондитерских изделий (17,9 %).
Крупнейшими пищевыми предприятиями являются ООО "Торговый дом «Горняк», ГП «Шахтёрская птицефабрика», ООО «Донецкий пивоваренный завод», ООО «Холдинг Донбассхлеб».

### Химическая промышленность
Работают компании «Стирол» и «Европласт».

### Электроэнергетика
На территории так называемой ДНР работает Старобешевская ТЭС и Зуевская ТЭС.

### Газоснабжение
Газоснабжение осуществляет государственный концерн «Донбассгаз».

### Водоснабжение
Водоснабжение осуществляет ГУП «Вода Донбасса».

## Сельское хозяйство
В 2023 году собрали более 800 тыс. тонн зерновых культур, 217 тыс. тонн подсолнечника и 280 тонн рапса.
Площадь сева озимых под урожай 2024 года увеличена на 5 %, яровых — на 6 % в сравнении с 2023 годом.
Положительная динамика наблюдается в производстве мяса и молока.
На поддержку производства зерна, молока, картофеля и овощей, а также предприятий хлебопекарной промышленности в 2024 году направят 904 млн рублей. В 2023 году «Росагролизинг» поставил 338 единиц техники на общую сумму 1,8 млрд рублей.

## Экономический ущерб, нанесённый боевыми действиями 2014 года
Донецкой и Луганской областям за время боевых действий в апреле — сентябре 2014 года был нанесён существенный экономический ущерб. По данным ООН, на сентябрь 2014 года в результате боевых действий инфраструктура двух областей понесла ущерб на общую сумму 440 млн долларов. Было разрушено почти 2000 зданий, в Донецке прекратило работу более 70 % предприятий (многие из них — шахты, которые поставляли уголь для предприятий и электростанций остальных областей Украины). Часть заводов пострадала непосредственно от артобстрелов, часть лишилась инфраструктуры и была обесточена: в ходе боевых действий были разрушены железнодорожные пути и повреждены линии электропередачи. Больше других пострадали холдинги «Метинвест» Рината Ахметова и Group DF Дмитрия Фирташа.
Промышленное производство в Донецкой области в сентябре 2014 года упало на 59,5 % по сравнению с предыдущим годом, в Луганской области — на 85 %. Добыча угля на Украине в сентябре 2014 года снизилась в два раза по сравнению с предыдущим годом, при этом наибольшее падение было зафиксировано в Донецкой области.
В регионе остановили работу 69 из 93 угольных шахт, семь металлургических заводов. Производство продуктов питания сократилось на 25-30 процентов.
В результате инфраструктурных разрушений, вызванных войной, и дезинтеграции производственных связей промышленное производство сократилось более чем в 2 раза. В апреле 2015 года самопровозглашоное руководство так называемой ДНР постановило произвести консервацию 22 угольных предприятий. Это больше половины действовавших в довоенное время шахт. Так же сильно пострадал потребительский сектор, фактически перестала функционировать финансовая система.

## Торговля
26 ноября 2014 года самопровозглашенный глава так называемой ДНР Александр Захарченко подписал постановление «О введении внешнего управления на торговые объекты», по которому рынки и торговые комплексы Донецка должны были перейти под «внешнее управление» властей «в целях стабилизации социально-экономической ситуации».

## Финансы
27 октября 2014 года министерство финансов так называемой ДНР начало регистрацию банков на территории республики. Кроме этого, администрация так называемой ДНР проинформировала предпринимателей о необходимости зарегистрироваться в налоговых органах республики в качестве субъекта предпринимательской деятельности и платить налоги, а в начале октября был создан собственный Национальный банк (Центральный Республиканский Банк).
Кроме банков, финансовые услуги в так называемой ДНР представлены обменом валют и потребительским кредитованием, надзор за которыми осуществляет ЦРБ. Потребительское кредитование выражается в деятельности ломбардов и кредитования под залог транспорта .
В начале 2015 года руководством так называемой ДНР было принято решение перейти на бивалютную систему денежных расчётов, с использованием украинской гривны и российского рубля. 1 сентября 2015 года финансовая система ДНР перешла на расчёты в российской валюте.
В конце января 2015 года Александр Захарченко заявил о формировании бюджета республики, в котором на социальные выплаты пенсионерам и студентам ушло 46 %. По оценке руководителя управления по промышленности при администрации ДНР Евгения Лавренова, промышленность по состоянию на февраль 2015 года работала на 30 % от довоенного уровня, розничная торговля сократилась примерно на 50 %. Лишь малый и средний бизнес получилось «отстраивать в систему», начав перерегистрацию в ДНР и выплату налогов: местного в 2 %, 20 % с прибыли и НДФЛ (НДС и пенсионные сборы отсутствуют). Ставка подоходного налога для граждан установлена на российском уровне в 13 %.
Помимо Центрального Республиканского Банка, в Республике осуществляет свою деятельность филиал «Международного Расчётного Банка» Южной Осетии, который осуществляет эмиссию платёжных карт, а также операции по приёму платежей. 4 июня 2022 стало известно, что российский банк «Промсвязьбанк» начал свою работу в ДНР.

## Дотации от Российской Федерации
В 2015 году экономика непризнанных республик на востоке Украины — или зон Т1 и Т2, как их называют российские чиновники, — тесно связана с Россией.
По состоянию на 2016 год Российская Федерация ежегодно тратит около одного миллиарда евро на зарплаты и соцобеспечение жителей самопровозглашённых Донецкой и Луганской народных республик. Об этом говорится в расследовании немецкого издания Bild. По подсчетам газеты, эта сумма соответствует 0,6 процента годовых расходов российского бюджета.
На зарплаты бюджетников и пенсии в так называемым ДНР и ЛНР Россия ежемесячно тратит почти 79 млн евро, пишет Bild. Только на выплаты пенсий требуется около 2,4 млрд рублей, что соответствует чуть более 30 млн евро. Газета отмечает, что расходы РФ являются лишь частью российских суммарных затрат на поддержку районов Донбасса. Плата за газ, бензин, нефть, продукты питания, гуманитарную помощь и боеприпасы обходятся России в сотни миллионов евро в год.
С 2021 по 2024 годы Россия планировала выделить на развитие ДНР и ЛНР более 900 млрд рублей (более 12 млрд долларов США). Согласно данным, которые приводят журналисты, в планах Кремля было вывести уровень зарплат на неподконтрольных Киеву территориях Донецкой и Луганской областей на уровень зарплат соседней российской Ростовской области. Это не касается военных трат: они считаются отдельно.
В 2022 году руководство ДНР и ЛНР оценивало потребности в финансировании территории в 3,5 трлн руб., однако точные данные объёмов экономических вливаний засекречены.

## Импорт российского газа и электроэнергии
18 февраля 2015 года «Нафтогаз Украины» прекратил поставки газа в Донбасс, мотивируя это «многочисленными повреждениями газотранспортной инфраструктуры, вызванными обстрелами и подрывами на территории боевых действий». Российское руководство поручило «Газпрому» и Минэнерго подготовить предложения по поставкам газа на восток Украины в качестве гуманитарной помощи, и такие поставки были организованы практически немедленно, через газоизмерительные станции «Прохоровка» и «Платово», расположенные на границе Ростовской области (Россия) и Луганской и Донецкой областями. После возобновления поставок газа в Донбасс через украинскую газотранспортную систему Украина отказалась оплачивать газ, поставленный через газоизмерительные станции «Прохоровка» и «Платово». После этого «Газпром» по сути бесплатно снабжает регион.
В апреле 2015 года «Укрэнерго» прекратило учитывать поставки по пяти трансграничным ЛЭП, по которым российская электроэнергия не уходила дальше ЛНР и ДНР. В июле Россия согласилась не учитывать поставляемую электроэнергию ДНР и ЛНР как экспорт на Украину.

## Транспортная и торговая блокада
Большинство украинских шахт, в которых добывается антрацит, оказались на территориях, подконтрольных ДНР и ЛНР. В связи с этим украинский топливно-энергетический комплекс был вынужден закупать в ДНР уголь для снабжения своих теплоэлектростанций.
25 января 2017 года ветераны добровольческих батальонов и активисты украинских националистических организаций начали блокаду железной дороги в Луганской и Донецкой областях, требуя остановить торговлю с неподконтрольными украинским властям территориями. Масштабы блокады постепенно увеличивались: 2 февраля была перекрыта линия между Бахмутом Донецкой области и подконтрольной ДНР Горловкой, 11 февраля была заблокирована магистраль Ясиноватая—Константиновка, а 27 февраля участники блокады заявили, что берут под свой контроль движение на мариупольском направлении, установив первый блокпост в районе посёлка Новотроицкое. Уже в феврале в результате блокады прекратились поставки сырья на металлургические заводы, расположенные в ДНР, и поставки угля на Украину.
27 февраля самопровозглашенные главы так называемоых ДНР и ЛНР Александр Захарченко и Игорь Плотницкий сделали совместное заявление, в котором потребовали от украинских властей до начала весны снять блокаду Донбасса — если до 1 марта блокада прекращена не будет, ДНР и ЛНР примут ответные экономические меры: «Мы введём внешнее управление на всех предприятиях украинской юрисдикции, работающих в ДНР и ЛНР. Мы перестанем поставлять уголь на Украину. Для поставок угля нет ни возможности, ни схемы оплаты». Лидеры ДНР и ЛНР признали, что в результате блокады многие предприятия уже остановили свою работу, и заявили о намерении «перестраивать все производственные процессы и ориентировать их на рынки России и других стран».
Объявленная блокада быстро сказалась на работе промышленных предприятий на территории непризнанных республик Донбасса. По имеющимся данным, до 70 % грузоперевозок через линию соприкосновения до начала блокады осуществлялись в рамках производственных связей предприятий Рината Ахметова, так что в первую очередь блокада ударила по его интересам. 27 февраля была остановлена последняя доменная печь на Донецком металлургическом заводе группы «Донецксталь». Ещё ранее компании «Метинвест» Рината Ахметова пришлось остановить работу Харцызского трубного завода, Комсомольского рудоуправления и предприятия «Краснодонуголь». 20 февраля встали на консервацию Енакиевский и Макеевский металлургические заводы, также принадлежащие Ринату Ахметову.

## Перевод предприятий под «внешнее управление»
В начале марта 2017 года в так называемых ДНР и ЛНР заявили о введении «временной администрации» примерно в 50 компаниях, среди которых, в частности, были предприятия группы «Донецксталь» и «Метинвеста». «Временным администратором» предприятий ГМК была назначена зарегистрированная в Южной Осетии компания «Внешторгсервис» Сергея Курченко.
Уже после введения внешнего управления ДНР был вынужден остановить свою работу расположенный в Макеевке Ясиновский коксохимический комбинат холдинга «Метинвест», поставлявший кокс Донецкому металлургическому заводу. После введения внешнего управления прекратил работу и крупнейший украинский оператор связи «Укртелеком», также входящий в холдинг Рината Ахметова (в министерстве связи ДНР заявили, что все сотрудники переводятся на работу в государственную компанию «Комтел»). Внешние управляющие от ДНР появились и в единственном пятизвёздном отеле города «Донбасс палас», также принадлежавшем Ахметову.
15 марта «Метинвест» заявил об утрате контроля над деятельностью своих предприятий на неподконтрольной территории.
16 марта президент Украины П. Порошенко подписал указ, которым было введено в действие решение СНБО от 15 марта 2017 года «О неотложных дополнительных мерах по противодействию гибридным угрозам национальной безопасности Украины», предусматривавшего прекращение перемещения грузов через линию столкновения в Донецкой и Луганской областях «временно, до реализации пунктов 1 и 2 Минского „Комплекса мер“ от 12 февраля 2015 года, а также до возвращения захваченных предприятий к функционированию в соответствии с законодательством Украины».
В связи с прекращением поставок угля на Украину в марте были начаты поставки донбасского угля в Россию. Тем не менее на складах оставались значительные запасы непроданного угля. Так, по состоянию на август 2017 года на складах простаивавшего уже полгода «Шахтоуправления „Донбасс“» скопилось около 17 тыс. тонн коксующегося и 40 тыс. тонн энергетического угля, который, по словам его директора, было невозможно сбыть.
После прекращения поставок железорудного сырья с Украины на Енакиевский металлургический завод и «Донецксталь» это сырьё стало поставляться из России. В частности, по данным госпредприятия «Укрпромвнешэкспертиза», за апрель-июнь 2017 года из России было поставлено в общей сложности около 430 тыс. тонн железорудного концентрата и окатышей. В марте СМИ сообщали, что российское правительство рекомендовало «Северстали» и «Металлоинвесту» рассмотреть возможность поставок железной руды на предприятия Донецкой и Луганской областей. По данным источников, формально поставки сырья осуществляются из «Росрезерва», но реально — с горнорудных предприятий «Северстали».
По состоянию на август 2017 года остановленными были следующие крупные предприятия на территории ДНР:
- Харцызский трубный завод;
- Донецкий электротехнический завод;
- Юзовский металлургический завод.

На угольных шахтах по состоянию на август 2017 года сохранялась практика неполного рабочего времени.
- Донбасский передел. Как меняют управление на украинских предприятиях в ДНР и ЛНР // Газета «РБК», 02.03.2017 Архивная копия от 29 сентября 2019 на Wayback Machine
- Порошенко заявил о вывозе в Россию «промышленного потенциала» Донбасса // РБК, 20.02.2019 Архивная копия от 21 февраля 2019 на Wayback Machine

Компании, связанные с Сергеем Курченко, не только управляли металлургическими активами, но и являлись единственными поставщиками угля с территории ДНР и ЛНР. Этой преференцией с марта 2018 года обладал «Газ-Альянс», который, как и «Внешторгсервис», находится под санкциями США. В конце 2019 года «Газ-Альянс» утратил статус единственного поставщика донбасского угля. С 1 ноября 2019 года угольные шахты ДНР и ЛНР получили право продавать уголь также и другим трейдерам.
В июне 2021 года металлургические и коксохимические предприятия ДНР и ЛНР были переданы под управление компании Южный горно-металлургический комплекс (ЮГМК), которую возглавил российский бизнесмен Евгений Юрченко. Причиной называлось то, что при Сергее Курченко на предприятиях образовались долги по зарплате, которые новый инвестор должен будет погасить. Под «внешнее управление» были взяты: Макеевский и Енакиевский металлургические заводы, Комсомольское рудоуправление, «Макеевкокс» и Ясиновский коксохимический завод в ДНР, а также Алчевский металлургический комбинат и Стахановский ферросплавный завод в ЛНР.
В 2023 году власти ДНР допустили продажу металлургических производств. Право выкупа крупнейших металлургических и коксохимических предприятий ДНР сохраняется за Южным горно-металлургическим комплексом (ЮГМК).

## Транспорт
В так называемой ДНР имеется сеть железных и автомобильных дорог, действует городской электротранспорт.

### Железнодорожный транспорт
Управление железными дорогами на территории так называемой ДНР осуществляется государственным предприятием «Донецкая железная дорога», подчинённым концерну «Железные дороги Донбасса».

### Городской электротранспорт
По информации министерства транспорта так называемой ДНР (2019), сеть городского электрического транспорта насчитывает 21 троллейбусный и 15 трамвайных маршрутов. Протяжённость — 566,4 км. Городские маршруты обслуживают пять коммунальных предприятий, расположенные в Донецке, Макеевке, Горловке, Харцызске и Енакиево. За первые три месяца 2019 года городской электротранспорт ДНР перевёз ок. 25 млн пассажиров.

## Запрещённые виды деятельности
Запрещёнными на территории так называемой ДНР являются следующие виды деятельности:
- Деятельность в сфере игорного бизнеса, за исключением бильярда и боулинга — предусмотрен штраф в размере 200 тыс. российских рублей.
- Выпуск (эмиссия) ценных бумаг всех видов, кроме выпуска (эмиссии) векселей и облигаций госзайма, облагается штрафом в размере 100 % от суммы эмиссии.
- Осуществление валютно-обменных операций, кроме субъектов хозяйствования, имеющих статус финансового учреждения и оплативших патент, — штраф в размере 240 000 российских рублей.
- Деятельность по производству (в том числе операций по переработке, обработке, обогащению, использованию) подакцизных товаров (продукции) из давальческого сырья (сырьё, предоставляемое для переработки в готовую продукцию с последующим возвратом продукции), в том числе по договорам комиссии, консигнации, агентским и иным подобным договорам, — штраф в размере 100 % от стоимости таких подакцизных товаров (продукции) с их конфискацией.[64]